# Gauley Bridge
Gauley Bridge è un comune degli Stati Uniti d'America, situato nello Stato della Virginia Occidentale, nella contea di Fayette.